# Pancreaselastase
Pancreaselastase is een eiwitsplitsend enzym, dat door middel van hydrolysering bijdraagt aan de afbraak en vertering van eiwitten. Het wordt in de alvleesklier aangemaakt als pro-elastase (een Pro-enzym) en vervolgens in de twaalfvingerige darm met behulp van het enzym trypsine omgezet tot elastase.

## Aanmaak en genetica
Het elastase dat door het pancreas gemaakt wordt, wordt gecodeerd door het gen ELA2A op chromosoom 1. In de rest van het genoom zijn nog andere elastase-achtige genen te vinden. De functie daarvan is nog niet volledig opgehelderd.

## Elastase in de ontlasting
In tegenstelling tot de andere eiwitsplitsende enzymen trypsine en chymotrypsine blijft elastase ook na passage van de darmen actief. Daardoor kan door onderzoek van het elastase-gehalte in de feces worden aangetoond of de alvleesklier onvoldoende functioneert.
Normaal is een gehalte van meer dan 200 microgram elastase per gram feces. Tussen 100 en 200 μg per gram is er sprake van een matige pancreas-insufficiëntie en beneden 100 μg/gram van een ernstige insufficiëntie.